# Zhang Yiyao
Zhang Yiyao (13 de marzo de 2002) es una deportista china que compite en natación sincronizada. Ganó dos medallas de bronce en el Campeonato Mundial de Natación de 2022, en las pruebas dúo técnico mixto y dúo libre mixto.

## Palmarés internacional
| Campeonato Mundial | Campeonato Mundial | Campeonato Mundial | Campeonato Mundial |
| Año                | Lugar              | Medalla            | Prueba             |
| ------------------ | ------------------ | ------------------ | ------------------ |
| 2022               | Budapest (Hungría) | Medalla de bronce  | Dúo técnico mixto  |
| 2022               | Budapest (Hungría) | Medalla de bronce  | Dúo libre mixto    |